# 50 років Тернопільському національному економічному університету (срібна монета)
«50 ро́ків Терно́пільському національному економі́чному університе́ту» — ювілейна монета номіналом 5 гривень зі срібла, випущена Національним банком України. Присвячена Тернопільському національному економічному університету — сучасному вищому навчальному закладу, заснованому як відділення фінансово-економічного факультету Київського інституту народного господарства в 1966 році (нині — Західноукраїнський національний університет).
Монету введено в обіг 23 червня 2016 року. Вона належить до серії «Вищі навчальні заклади України».

## Опис монети та характеристики
| Номінал грн. | Метал            | Маса, г       | Діаметр, мм | Якість виготовлення | Гурт                           | Тираж, штук |
| ------------ | ---------------- | ------------- | ----------- | ------------------- | ------------------------------ | ----------- |
| 5            | срібло 925 проби | 15,55 / 16,81 | 33,0        | пруф                | гладкий із заглибленим написом | 2 000       |

### Аверс
На аверсі монети розміщено: угорі — малий Державний Герб України та напис півколом «УКРАЇНА»; у центрі на дзеркальному тлі — логотип Тернопільського національного економічного університету з абревіатурою «ТНЕУ» та стрічкою (кольоровою — використано тамподрук), ліворуч рік карбування — «2016», унизу номінал — «П'ЯТЬ ГРИВЕНЬ».

### Реверс
На реверсі монети розміщено зображення будівлі університету та півколом написи: «ТЕРНОПІЛЬСЬКИЙ НАЦІОНАЛЬНИЙ/50 РОКІВ» (угорі), «ЕКОНОМІЧНИЙ УНІВЕРСИТЕТ» (унизу).

## Автори

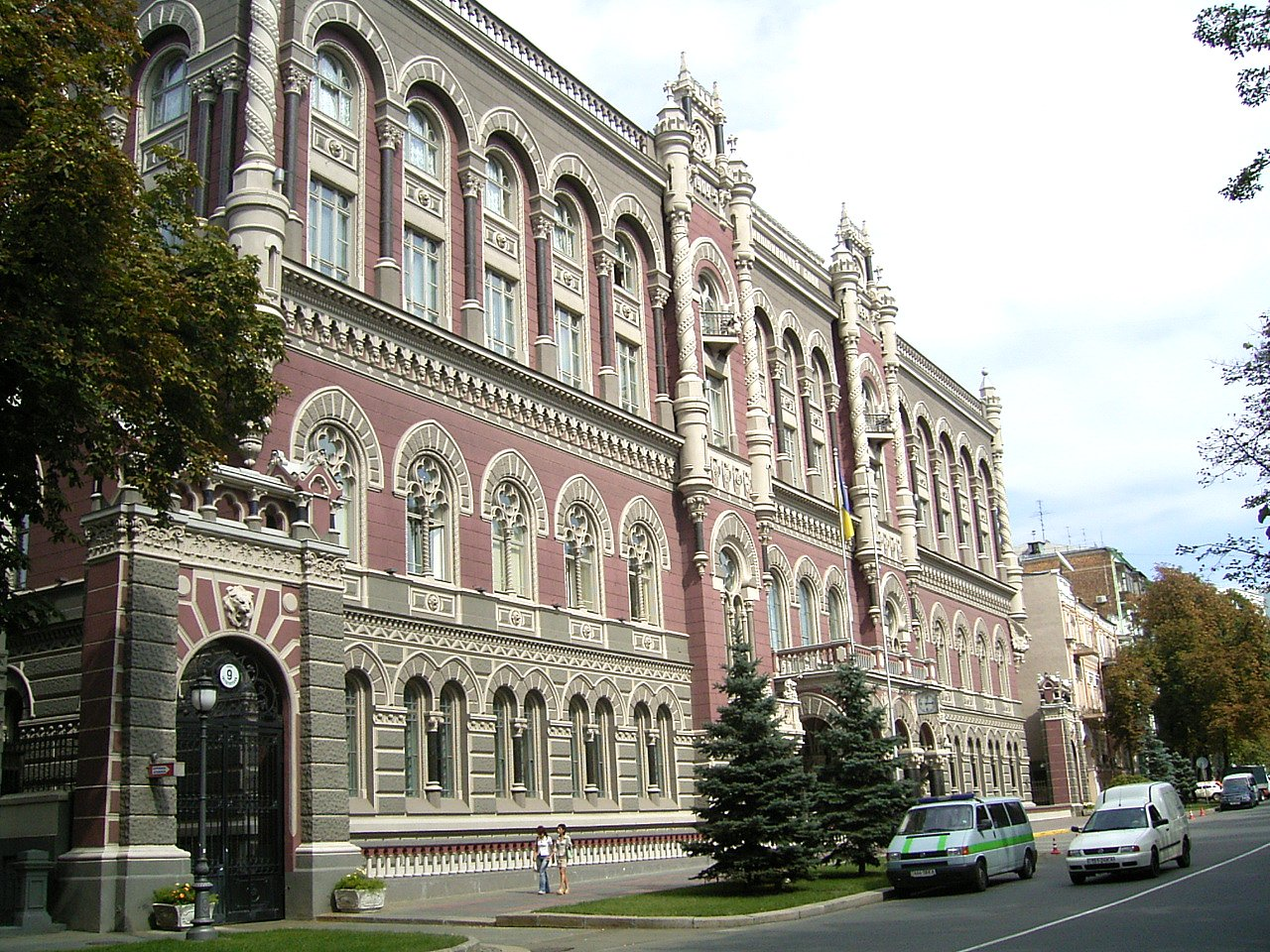
Будівля Національного банку України

Художник та скульптор — Атаманчук Володимир.

## Вартість монети
Під час введення монети в обіг у 2016 році, Національний банк України реалізовував монету через свої філії за ціною 593 гривні.
Фактична приблизна вартість монети, з роками змінювалася так:
| Рік        | 2017 | 2018 | 2019 | 2020 | 2021 | 2022 | 2023  | 2024  | 2025  |
| ---------- | ---- | ---- | ---- | ---- | ---- | ---- | ----- | ----- | ----- |
| Ціна, грн. | 620  | 770  | 870  | 860  | 920  | 950  | 1 400 | 2 500 | 2 300 |